# 地力毛拉提·依布拉音
地力毛拉提·依布拉音（1964年—），新疆塔什库尔干人，塔吉克族，中华人民共和国政治人物、第十一届全国人民代表大会新疆地区代表。
毕业于天津大学经济管理专业，是中共党员。担任新疆维吾尔自治区塔什库尔干塔吉克自治县委副书记、县长。2008年起担任全国人大代表。